# West Air (China)
West Airlines Co. Ltd. (chinês simplificado: 西部航空责任公司), operando como West Air, é uma companhia aérea de baixo custo com sede em Xunquim, China. A companhia aérea é membro da U-FLY Alliance.
Em 4 de fevereiro de 2016, a West Air lançou seu voo internacional inaugural entre Xunquim e Cingapura.

## Frota

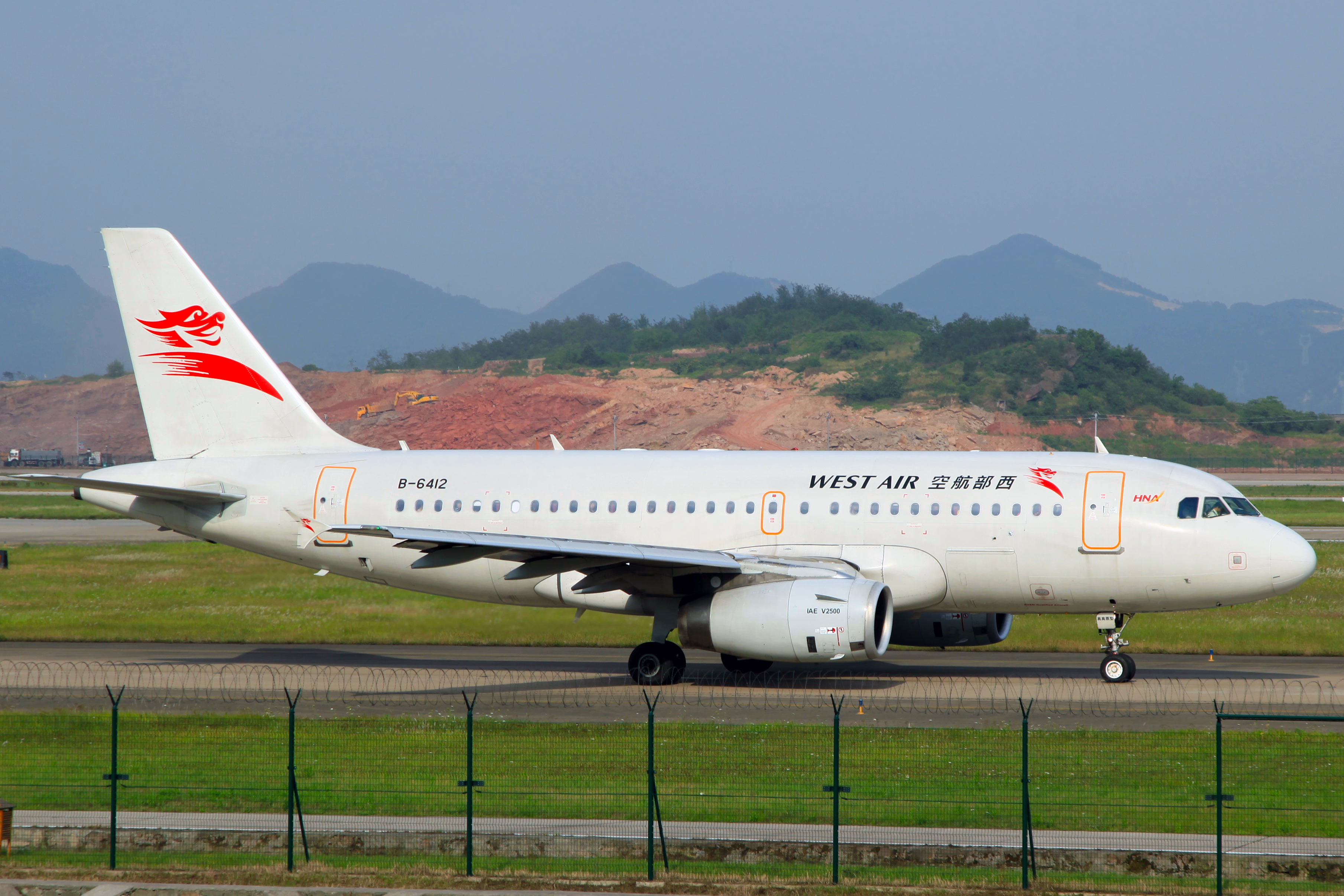
Um Airbus A319-100 da West Air China em 2013

A frota da West Air consiste nas seguintes aeronaves (Junho de 2020):
| Aeronaves       | Em Serviço | Ordens | Passageiros | Notas |
| --------------- | ---------- | ------ | ----------- | ----- |
| Airbus A320-200 | 25         | –      | 180-186     |       |
| Airbus A320neo  | 6          | –      | 186         |       |
| Airbus A319-100 | 4          | –      | 144         |       |
| Airbus A321-200 | 3          | –      | TBA         |       |
| Total           | 38         | 0      |             |       |

### Frota Histórica
A West Air já operou as seguintes aeronaves:
| Aeronaves      | Total | Notas |
| -------------- | ----- | ----- |
| Boeing 737-300 | 5     |       |
| Total          | 5     |       |